# Casa Fullà
La Casa Fullà és un edifici situat als carrers de Gènova, 25-27 i de Brussel·les, 43 del barri del Guinardó de Barcelona, inclòs a l'Inventari del Patrimoni Arquitectònic de Catalunya.

## Història
El 1962, Ferran Fullà, conjuntament amb Salvador Clotas, Martí Capdevila i Manuel Vázquez Montalbán, va ser condemnat per un tribunal militar per la seva activitat antifranquista i empresonat a Lleida. Després de ser alliberat, es va casar amb Ana Briongos i encarregà el projecte de la seva residència familiar als arquitectes Lluís Clotet i Òscar Tusquets. El constructor fou el pare de l'Ana, l'industrial Restituto Briongos Moncalvillo, i l'edifici va ser construït entre 1967 i 1971.
Conegut com a «casa dels hippies», hi han viscut arquitectes, psicòlegs, músics, crítics d'art, escriptors, directors de cinema, artistes: Marta Pessarrodona (poeta i escriptora), Víctor Jou (fundador de la sala Zeleste), Josep M. Rovira (catedràtic de l'Escola d'Arquitectura de Barcelona), Pau Maragall (escriptor i teòric de la contracultura, conegut com a Pau Malvido), Francesc Bellmunt (director de cinema), Josep Maria Vallès (dibuixant), Joan Brossa (poeta) i la seva parella Pepa Llopis, Foncho (jugador del FC Barcelona), Jordi Clua (músic), Joan Manuel Serrat (cantautor), Walid i la seva germana Hassina (príncep afgà), entre d'altres.

## Descripció
L'edifici es troba en una zona de fort desnivell, i això es tradueix en una arquitectura irregular, complexa i en diferents desnivells on els apartaments s'han adaptat a aquesta complexitat amb una varietat de formes i tipologies (símplex, dúplex i tríplex, etc.). La façana principal és de maó vist, destaca la façana del xamfrà, rectilínia, sense balcons i amb finestres petites, mentre que les plantes superiors i les façanes laterals són irregulars i desborden per sobre el carrer en forma de terrasses i balconades.

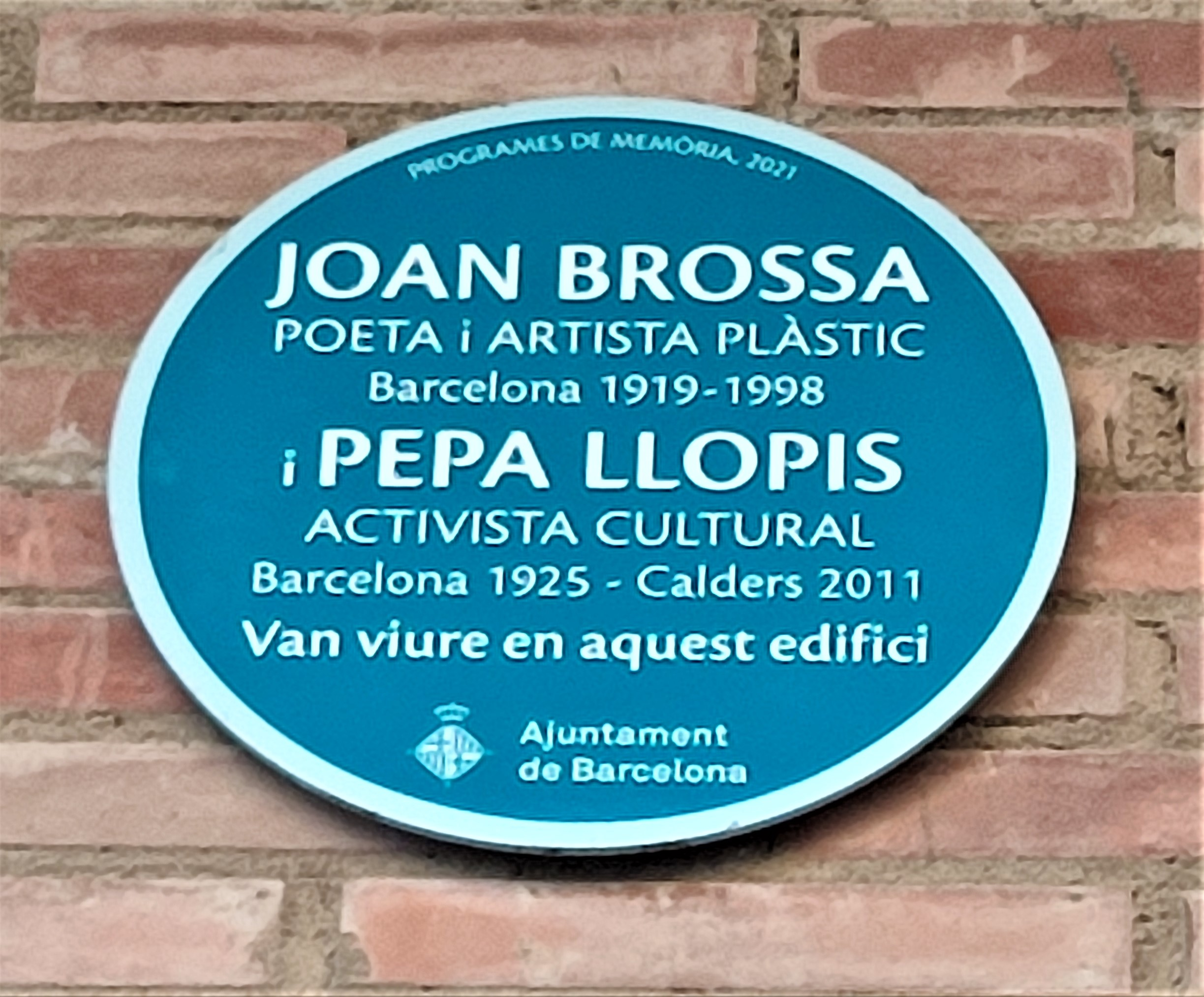
Placa a Joan Brossa i Pepa Llopis

El 2021, l'Ajuntament de Barcelona va col·locar a la façana una placa en homenatge a Joan Brossa i la seva companya Pepa Llopis, dins del programa Memòria Democràtica.